# الاتحاد الأسترالي للمجالس الإسلامية
تأسس الاتحاد الأسترالي للمجالس الإسلامية (بالإنجليزية: Australian Federation of Islamic Councils)‏ وتُختصر إلى (AFIC) (المعروف أيضًا باسم مسلمي أستراليا) في عام 1964 كمجموعة مظلة لمختلف الجماعات والمجالس الإسلامية السنية الصغيرة، وهو منظمة إسلامية سنية. تتمثل مهمتها في تقديم خدمة للمجتمع بطريقة تتوافق مع تعاليم الإسلام وضمن إطار القانون الأسترالي، والدعوة للمجتمع السني المسلم في الأمور التي ستؤثر على أهمية المجتمع وتسويته والاندماج في المجتمع الأسترالي. من الجدل الشديد ما إذا كان الاتحاد يمثل المسلمين الأستراليين، لأن المنظمات التي يديرها الاتحاد قليلة جدًا، ولا يتم انتخاب أعضائها بأغلبية أصوات المسلمين.
ويذكر أن ميزانية الاتحاد تبلغ 65 مليون دولار.

## أعضاء الاتحاد
يتمثل الدور الرئيسي للاتحاد في تمثيل الإسلام السني ومسلمي أستراليا على أنهم «أمة» للحكومة والهيئات الأخرى على الصعيدين الوطني والدولي. ينسق الاتحاد ويوفر الموارد لأنشطة مجالس الدولة الإسلامية والمجتمعات الإسلامية السنية الأعضاء.
المنظمات الأعضاء في الاتحاد هي:
- المجلس الإسلامي في فيكتوريا.
- المجلس الإسلامي في كوينزلاند.
- المجلس الإسلامي غرب أستراليا.
- المجلس الإسلامي لجنوب أستراليا.
- الجمعية الإسلامية التسمانية.
- المسلمون المتحدون في نيو ساوث ويلز.
- المجلس الإسلامي للإقليم الشمالي.[4]

## القيادة
في يوليو 2016 انتُخِب كيزار طراد رئيسًا للاتحاد بعد تنحي الرئيس السابق حافظ قاسم. ومع ذلك، أُفيدَ في فبراير 2017 أنه بعد محاولة الاستحواذ على الاتحاد، والتي تضمنت تغيير الأقفال وتمرير طلبات سحب الثقة ضد السلطة التنفيذية الحالية، لم يتمكن طراد من دخول مكتبه.
في مارس 2017، أُفيدَ أن المحكمة العليا في نيو ساوث ويلز أعادت تثبيت أعضاء الاتحاد التنفيذيين، مع عودة طراد كرئيس. محمد المويلحي، رئيس هيئة إصدار الشهادات الحلال، تم تعيينه أميناً للصندوق.
قال البروفيسور شاهجاهان خان، النائب السابق لرئيس المجلس الإسلامي في كوينزلاند إنه لإنقاذ الاتحاد من «التدمير الذاتي»، يحتاج الجيل الأصغر من المسلمين إلى العمل لإعادة بناء المنظمة.
في مايو 2017 أفيد أن الدكتور راتب جنيد انتخب رئيسا للاتحاد.

## المناصرة
في عام 2005 قال أمير علي، رئيس الاتحاد إن على الحكومات «تخليص المجتمع من العناصر المتطرفة» ومنع المتكلمين المتطرفين من القدوم إلى أستراليا.
في عام 2011 دافع الاتحاد عن تمكين المسلمين الأستراليين من الزواج والطلاق وإجراء المعاملات المالية بموجب مبادئ الشريعة الإسلامية، مدعيا أن المسلمين الأستراليين يجب أن يتمتعوا «بالتعددية القانونية».
في عام 2014 دعا الاتحاد إلى زيادة التمويل الحكومي للمدارس الدينية، وكذلك التمويل لإنشاء خدمات مثل متاجر الأطعمة الحلال والحلويات الجديدة، كوسيلة لمساعدة الأستراليين المسلمين على الاستقرار في مناطق جديدة.
في أغسطس 2016 قال رئيس الاتحاد إن الطلاب في مدارس الاتحاد يعلمون أنه يجب عليهم عدم ممارسة الجنس حتى يتزوجوا - ولا ينبغي أن يكون مع شخص من نفس الجنس كما هو موضح بوضوح في القرآن والسنة.

## شهادة الحلال
الاتحاد واحد من أعلى أربعة جهات أسترالية تصدق شهادات الحلال ولدى الاتحاد قواعد صارمة فيما يتعلق بالذبح الإسلامي للحيوانات والدجاج. من المفترض أن الاتحاد يكسب ما يصل إلى مليون دولار في السنة من شهادات الحلال هذه.
في فبراير 2017، أفيد أن مجموعة من الأعضاء السابقين في الاتحاد قاموا بانقلاب، وفتحوا حسابًا مصرفيًا جديدًا ويقومون بجمع وإنفاق رسوم شهادة الحلال. وذكرت أن الرسوم تبلغ قيمتها ملايين الدولارات.

## المدارس
في عام 2015 سيطر الاتحاد على ست مدارس. مدرسة الملك فهد الإسلامية في نيو ساوث ويلز والكلية الإسلامية في ملبورن والكلية الإسلامية في بريسبان والكلية الإسلامية في جنوب أستراليا وكلية لانجفورد الإسلامية والمدرسة الإسلامية في كانبيرا.
في عام 2012، اكتشف تدقيق حكومي عددًا من المخالفات المتعلقة بالتحويلات المالية بين الاتحاد ومدارسه في سيدني وبريسبان وكانبيرا وأديلايد. وشملت القضايا التي تم تحديدها تحويل مبالغ كبيرة من المال، وعدم وجود وثائق مناسبة ومخاوف بشأن دفع الإيجار.
تلقت المدارس 42 مليون دولار في التمويل الحكومي في عام 2013، بالإضافة إلى 21.5 مليون دولار للمباني الجديدة والأعمال الرأسمالية الأخرى، خلال السنوات الأربع السابقة. كل مدرسة لديها قضايا الإدارة والمحاسبة والنزاهة.
في نوفمبر 2015، طلبت مدرسة الملك فهد الإسلامية أمرًا قضائيًا في المحكمة العليا في نيو ساوث ويلز لإزالة حكم الاتحاد الأسترالي للمجالس الإسلامية. في منتصف نوفمبر 2015 بعد مراجعة الحكومة الفيدرالية، حيث اختتمت الإدارة الاتحاد بتشغيل المدارس من أجل الربح الخاص بها. تم إصدار إشعارات عدم الامتثال لستة مدارس تابعة للاتحاد. وقد يؤدي هذا في نهاية المطاف إلى خسارة المدارس تمويلها الحكومي، وتم تجميد التمويل الحكومي للكلية الإسلامية في جنوب أستراليا في ديسمبر 2015.
في فبراير 2016، قالت الحكومة الفيدرالية إنها ستلغي 20 مليون دولار تمويل لمدرسة الملك فهد الإسلامية. أفيد أن «العداء» بين مجلس المدرسة والاتحاد قد تصاعد إلى درجة أن الأمن مطلوب في المدرسة «خوفا من أن تتصاعد إلى العنف».
في مارس 2016، قطعت كل من مدرسة الملك فهد الإسلامية، والمدرسة الإسلامية في كانبيرا علاقاتهما مع الاتحاد، ومع المدارس الإسلامية الأسترالية الأخرى التي تسجل دساتير جديدة وتعلن الاستقلال عن الاتحاد.

## خلافات
في أواخر الثمانينات، تلقى الاتحاد أكثر من 100 ألف دولار من التمويل سنويًا من نظام القذافي الليبي. وكان زعيم الاتحاد آنذاك، الشيخ تاج الدين الهلالي، على صلة بليبيا.
في عام 2003، شارك الاتحاد والمجلس الإسلامي الأعلى للحوم الحلال في أستراليا في «معركة» للسيطرة على ملايين الدولارات من حقوق تجارة اللحوم الحلال، التي يمنحها العاهل السعودي.
في عام 2013 تم تعليق نائب رئيس الاتحاد من منصبه، وقام بنك الاتحاد بتجميد أمواله.
في عام 2015، أفيد أن الصراع على السلطة قد تطور داخل الاتحاد مع المطالب المتنافسة من قبل الذين يدافعون عن المحافظين والذين ينادون بالليبرالية. يعتقد الدكتور جمال ريفي أن الاتحاد، بصفته أعلى هيئة إسلامية في أستراليا، «ليس قادرًا على توفير القيادة التي تحتاجها مجتمعاته». وقد أعرب أعضاء كبار آخرون في الجالية الإسلامية عن مخاوف مماثلة.
في نوفمبر 2016، بعد أن ألغت لجنة المؤسسات الخيرية وغير الربحية الأسترالية الوضع الخيري لشركة تابعة للاتحاد، قالت إنها قلقة من أن الاتحاد، «ربما لم يكن يعمل ككيان غير ربحي».
في فبراير 2017، قام طراد وأنصاره بمقاضاة تسعة آخرين على السيطرة على الاتحاد. وقال قاضي المحكمة العليا روبرت ماكدوغال إنه من «المرعب تماما» أن ينشغل الاتحاد بالشجار الداخلي. وفاز طراد وأنصاره بالقضية.

## روابط خارجية
- الموقع الإلكتروني للاتحاد الأسترالي للمجالس الإسلامية